# Camissoniopsis bistorta
Camissoniopsis bistorta är en dunörtsväxtart som först beskrevs av Thomas Nuttall, John Torrey och A.Gray, och fick sitt nu gällande namn av Warren Lambert Wagner och Hoch. Camissoniopsis bistorta ingår i släktet Camissoniopsis och familjen dunörtsväxter. Inga underarter finns listade i Catalogue of Life.

## Bildgalleri

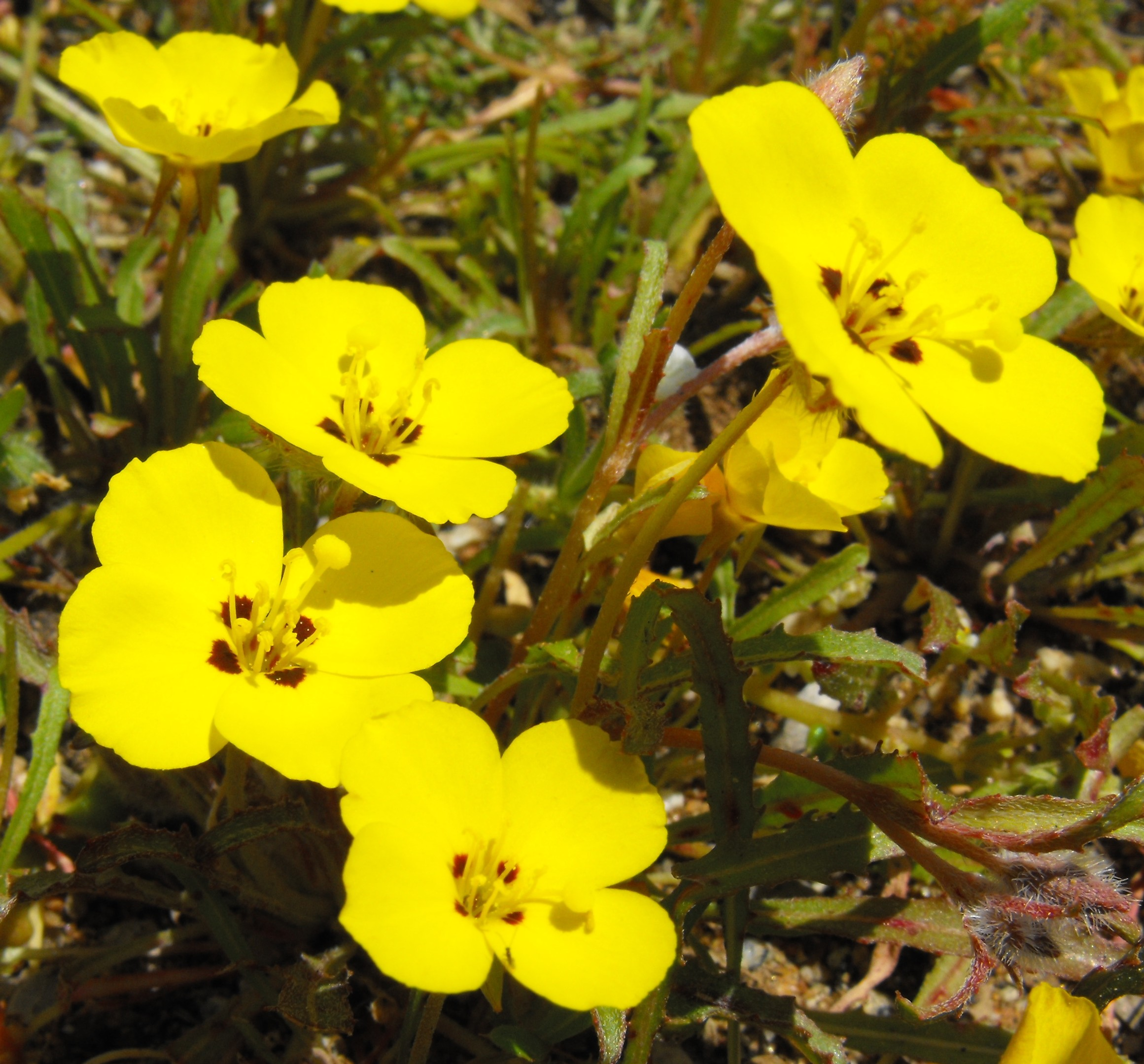